# Линейное дифференциальное уравнение с постоянными коэффициентами
Линейное дифференциальное уравнение с постоянными коэффициентами — обыкновенное дифференциальное уравнение вида:
{\displaystyle \sum _{k=0}^{n}{a_{k}y^{(k)}(t)}=a_{n}y^{(n)}+a_{n-1}y^{(n-1)}+\dots +a_{1}y'+a_{0}y=f(t)}
где
- {\displaystyle y=y(t)} — искомая функция,
- {\displaystyle y^{(k)}=y^{(k)}(t)} — её {\displaystyle k}-я производная,
- {\displaystyle a_{0},a_{1},a_{2},\dots a_{n}} — фиксированные числа,
- {\displaystyle f(t)} — заданная функция (когда {\displaystyle f(t)\equiv 0}, имеем линейное однородное уравнение, иначе — линейное неоднородное уравнение).

## Однородное уравнение

### Определение
Корень кратности {\displaystyle k} многочлена {\displaystyle a_{0}x^{n}+a_{1}x^{n-1}+\ldots +a_{n}} это число {\displaystyle c}, такое что этот многочлен делится без остатка на {\displaystyle (x-c)^{k}}, но не на {\displaystyle (x-c)^{k+1}}.

### Уравнение порядка n
Однородное уравнение:
{\displaystyle a_{n}y^{(n)}+a_{n-1}y^{(n-1)}+\dots +a_{1}y'+a_{0}y=0}
интегрируется следующим образом:
Пусть {\displaystyle \lambda _{1},\dots ,\lambda _{k}} — все различные корни характеристического многочлена, являющегося левой частью характеристического уравнения
{\displaystyle a_{n}\lambda ^{n}+a_{n-1}\lambda ^{n-1}+\dots +a_{1}\lambda +a_{0}=0}
кратностей {\displaystyle m_{1},m_{2},\dots ,m_{k}}, соответственно, {\displaystyle m_{1}+m_{2}+\dots +m_{k}=n}.
Тогда функции
{\displaystyle t^{\nu }e^{\lambda _{j}t},\ \ 1\leq j\leq k,\ \ 0\leq \nu \leq m_{j}-1}
являются линейно независимыми (вообще говоря, комплексными) решениями однородного уравнения, они образуют фундаментальную систему решений.
Общее решение уравнения является линейной комбинацией с произвольными постоянными (вообще говоря, комплексными) коэффициентами фундаментальной системы решений.
Воспользовавшись формулой Эйлера для пар комплексно сопряженных корней {\displaystyle \lambda _{j}=\alpha _{j}\pm i\beta _{j},\ \ 1\leq j\leq k} можно заменить соответствующие пары комплексных функций в фундаментальной системе решений парами вещественных функций вида
{\displaystyle t^{\nu }e^{\alpha _{j}t}\cos(\beta _{j}t),\ \ t^{\nu }e^{\alpha _{j}t}\sin(\beta _{j}t),\ \ j\in {\overline {1\dots k}},\ \ 0\leq \nu \leq m_{j}-1}
и построить общее решение уравнения в виде линейной комбинации с произвольными вещественными постоянными коэффициентами.

### Уравнение второго порядка
Однородное уравнение второго порядка:
{\displaystyle a_{2}y''+a_{1}y'+a_{0}y=0}
интегрируется следующим образом:
Пусть {\displaystyle \lambda _{1},\lambda _{2}} — корни характеристического уравнения
{\displaystyle a_{2}\lambda ^{2}+a_{1}\lambda +a_{0}=0},
являющегося квадратным уравнением.
Вид общего решения однородного уравнения зависит от значения дискриминанта {\displaystyle \Delta =a_{1}^{2}-4a_{2}a_{0}}:
- при {\displaystyle \Delta >0} уравнение имеет два различных вещественных корня

{\displaystyle \lambda _{1,2}=\alpha _{1,2}={\frac {-a_{1}\pm {\sqrt {\Delta }}}{2a_{2}}}.}
Общее решение имеет вид:
{\displaystyle y(t)=c_{1}e^{\alpha _{1}t}+c_{2}e^{\alpha _{2}t}}
- при {\displaystyle \Delta =0} — два совпадающих вещественных корня

{\displaystyle \lambda _{1}=\lambda _{2}=\alpha ={\frac {-a_{1}}{2a_{2}}}.}
Общее решение имеет вид:
{\displaystyle y(t)=c_{1}e^{\alpha t}+c_{2}te^{\alpha t}}
- при {\displaystyle \Delta <0} существуют два комплексно сопряженных корня

{\displaystyle \lambda _{1,2}=\alpha \pm i\beta ={\frac {-a_{1}}{2a_{2}}}\pm i{\frac {\sqrt {|\Delta |}}{2a_{2}}}.}
Общее решение имеет вид:
{\displaystyle y(t)=c_{1}e^{\alpha t}\cos(\beta t)+c_{2}e^{\alpha t}\sin(\beta t)}

## Неоднородное уравнение
Неоднородное уравнение интегрируется методом вариации произвольных постоянных (Метод Лагранжа).

### Вид общего решения неоднородного уравнения
Если дано частное решение неоднородного уравнения {\displaystyle y_{0}(t)}, и {\displaystyle y_{1}(t),\ldots ,y_{n}(t)} — фундаментальная система решений соответствующего однородного уравнения, то общее решение уравнения задается формулой
{\displaystyle y(t)=c_{1}y_{1}(t)+\ldots +c_{n}y_{n}(t)+y_{0}(t),}
где {\displaystyle c_{1},\dots ,c_{n}} — произвольные постоянные.

### Принцип суперпозиции
Как в общем случае линейных уравнений, имеет место принцип суперпозиции, используемый в разных формулировках принципа суперпозиции в физике.
В случае, когда функция в правой части состоит из суммы двух функций
{\displaystyle f(t)=f_{1}(t)+f_{2}(t)},
частное решение неоднородного уравнения тоже состоит из суммы двух функций
{\displaystyle y_{0}(t)=y_{01}(t)+y_{02}(t)},
где {\displaystyle y_{0j}(t),\ \ j\in {\overline {1,2}}} являются решениями неоднородного уравнения с правыми частями {\displaystyle f_{j}(t),\ \ j\in {\overline {1,2}}}, соответственно.

### Частный случай:квазимногочлен
В случае, когда {\displaystyle f(t)} — квазимногочлен, то есть
{\displaystyle f(t)=p(t)e^{\alpha t}\cos(\beta t)+q(t)e^{\alpha t}\sin(\beta t)}
где {\displaystyle p(t),\ q(t)} — многочлены, частное решение уравнения ищется в виде
{\displaystyle y_{0}(t)=(P(t)e^{\alpha t}\cos(\beta t)+Q(t)e^{\alpha t}\sin(\beta t))t^{s}}
где
- {\displaystyle P(t),\ Q(t)} многочлены, {\displaystyle deg(P)=deg(Q)=Max(deg(p),\ deg(q))}, коэффициенты которых находятся подстановкой {\displaystyle y_{0}(t)} в уравнение и вычисление методом неопределенных коэффициентов.
- {\displaystyle s} является кратностью комплексного числа {\displaystyle w=\alpha +i\beta }, как корня характеристического уравнения однородного уравнения.

В частности, когда
{\displaystyle f(t)=p(t)e^{\alpha t}}
где {\displaystyle p(t)} — многочлен, частное решение уравнения ищется в виде
{\displaystyle y_{0}(t)=P(t)e^{\alpha t}t^{s}}
Здесь {\displaystyle P(t)} — многочлен, {\displaystyle deg(P)=deg(p)}, с неопределенными коэффициентами, которые находятся подстановкой {\displaystyle y_{0}(t)} в уравнение. {\displaystyle s} является кратностью {\displaystyle \alpha }, как корня характеристического уравнения однородного уравнения.
Когда же
{\displaystyle f(t)=p(t)}
где {\displaystyle p(t)} — многочлен, частное решение уравнения ищется в виде
{\displaystyle y_{0}(t)=P(t)t^{s}}
Здесь {\displaystyle P(t)} — многочлен, {\displaystyle deg(P)=deg(p)}, а {\displaystyle s} является кратностью нуля, как корня характеристического уравнения однородного уравнения.

## Уравнение Коши — Эйлера
Уравнение Коши — Эйлера является частным случаем линейного дифференциального уравнения вида:
{\displaystyle \sum _{k=1}^{n}{a_{k}(\alpha x+\beta )^{k}y^{(k)}(x)}=a_{n}(\alpha x+\beta )^{n}y^{(n)}(x)+...+a_{2}(\alpha x+\beta )^{2}y''(x)+a_{1}(\alpha x+\beta )y'(x)+a_{0}y(x)=f(x)},
приводимым к линейному дифференциальному уравнению с постоянными коэффициентами подстановкой вида {\displaystyle (\alpha x+\beta )=e^{t}}.

## Применение
Дифференциальные уравнения являются наиболее часто используемой и классической формой математического описания процессов. Разные формы математических описаний являются инструментальным средством аналитического анализа и синтеза динамических систем и систем автоматического управления. Дифференциальные уравнения, параметры которых зависят от переменных, называются нелинейными и не имеют общих решений. В настоящее время в теории автоматического управления широко используется математический аппарат интегральных преобразований Лапласа и Фурье. Из математики известно, что в частотную область компактно преобразуется д.у. с постоянными коэффициентами и при нулевых начальных условиях. И в теории управления такое уравнение является линейным.
Если динамическая система представлена нелинейными дифференциальными уравнениями математической физики, то для применения классических методов анализа этих систем требуется их линеаризация.